# Липунов, Владимир Михайлович
Влади́мир Миха́йлович Липуно́в (род. 17 августа 1952, Райчихинск, Амурская область) — советский и российский учёный-астрофизик, профессор МГУ, доктор физико-математических наук (1991), писатель-фантаст (под псевдонимом Владимир Хлумов).

## Биография
Родился 17 августа 1952 года в Райчихинске Амурской области.
В 1976 году окончил Московский государственный университет и до 1979 года работал в Киеве в Главной астрономической обсерватории Академии наук Украинской ССР.
В 1982 году окончил аспирантуру МГУ (учился у академика Я. Б. Зельдовича) и с 1981 по 1992 годы был доцентом в Астрономическом отделении факультета физики МГУ и работал в Государственном астрономическом институте им. П. К. Штернберга. Затем начал работать профессором на кафедре астрофизики и звездной астрономии МГУ, где читает лекции и ведет семинары по настоящее время. В декабре 2014 года Липунов с помощью Глобальной роботизированной сети телескопов МАСТЕР обнаружил новый, по сообщениям российских новостных агентств, потенциально опасный для землян астероид, размерами превосходящий уже известный астероид Апофис. Новый астероид получил имя 2014 UR116. Автор более 100 научных работ, в том числе монографий, учебных пособий и научно-популярных книг.
Выдвинул идею «Машины сценариев» – уникальной компьютерной модели эволюции звёзд во Вселенной. С помощью «Машины сценариев» был рассчитан стохастический гравитационно-волновой спектр Вселенной и генерируемый двойными звёздами нашей Галактики (1987); выполнены первые в мире расчёты частоты слияния нейтронных звёзд и чёрных дыр, а также самых мощных взрывов во Вселенной. Эти расчёты получили блестящее подтверждение 14 сентября 2015 года, когда на американском мегапроекте LIGO были открыты первые гравитационные волны, порождённые столкновением чёрных дыр.
Член Союза писателей России (издается под псевдонимом Владимир Хлумов). Первая его книга — «Старая дева Мария» (1997), автор пьес «Дети звезд» (1990), «Старая песня» (1996), «Ночной дозор» (1996), повестей «Листья московской осени» (1996), «Прелесть» (1998), «Чайка по имени Федор» (2000). В апреле 1999 года Липунов организовал литературный интернет-журнал «Русский переплет».

## Заслуги
- В. М. Липунов — член Международного астрономического союза (1993) и Европейского астрономического общества (1993).
- Лауреат Всесоюзного конкурса общества «Знание» (1987) и Премии им. М. В. Ломоносова МГУ (2002).
- Заслуженный работник высшей школы Российской Федерации (2006).
- Премия имени Ф. А. Бредихина РАН (2016)
- Почётный профессор МГУ им. М. В. Ломоносова (2018)[7]